# Zala (rivière)
Pour les articles homonymes, voir Zala (homonymie).
La Zala [ˈzɒlɒ] une rivière du sud-ouest de la Hongrie. Elle a sa source dans les collines à la frontière avec l'Autriche et la Slovénie, sur la commune de Szalafő. Elle se jette dans le lac Balaton à proximité de Keszthely.

## Géographie
C'est donc aussi un sous-affluent du Danube par le Sió, l'émissaire du Lac Balaton.